# Луаньпин
Луаньпи́н (кит. упр. 滦平, пиньинь Luánpíng, буквально: «спокойствие на реке Луаньхэ») — уезд городского округа Чэндэ провинции Хэбэй (КНР).

## История
Во времена империи Цин в 1742 году был образован Кэлахэтуньский комиссариат (喀喇河屯厅). В 1778 году он был преобразован в уезд Луаньпин.

## Административное деление
Уезд Луаньпин делится на 7 посёлков, 4 волости и 9 национальных волостей.